# Mauberhatan
Mauberhatan ist eine osttimoresische Aldeia im Suco Bocolelo (Verwaltungsamt Laulara, Gemeinde Aileu).

## Geographie
Die Aldeia Mauberhatan wurde zusammen mit ihrem Suco Bocolelo 2017 geschaffen. Davor gehörte die Region zum Suco Fatisi. Mauberhatan liegt im Osten von Bocolelo. Im Süden befindet sich die Aldeia Donfonamo, im Westen die Aldeia Ermequi und im Norden die Aldeia Kuncin. Im Osten grenzt Mauberhatan an den Suco Tohumeta.
Durch den Suco führt eine Straße, die im Norden in der Landeshauptstadt Dili beginnt und in Sarlala im Süden auf die Überlandstraße in die Gemeindehauptstadt Aileu führt. An ihr liegen im Süden der Weiler Bahonuk Foun und im Norden der Weiler Nunsena. Die Häuser der Weiler verteilen sich entlang der gesamten Straße und sind sehr verstreut.